# Espen Krogh
Espen Krogh (født 23. marts 1994 i Stavanger) er en dansk ungdompolitiker, som var præsident for Nordisk Ungkonservativ Union og præsident for Ungdommens Nordiske Råd. Krogh er ydermere tidligere næstformand i Konservative Studerende og medlem af landsstyrelsen i Ungdommens Røde Kors.